# Прилуцкое (Волынская область)
Прилу́цкое (укр. Прилуцьке) — село в Луцкой городской общине Луцкого района Волынской области Украины.
До 2020 года входило в Киверцовский район.
Код КОАТУУ — 0721885801.
Население по переписи 2001 года составляло 1669 человек. По данным на октябрь 2010 года — 3200 человек, из них 1800 трудоспособных. Безработных 61 человек (26 мужчин и 35 женщин).
Почтовый индекс — 45243.
Телефонный код — 3365.
Занимает площадь 2,925 км².